# Пиермарио Морозини
Пиермарио Морозини (на италиански: Piermario Morosini) е италиански футболист, полузащитник.

## Кариера
Пиермарио Морозини започва кариерата си в юношеските формации на Аталанта в родния си град Бергамо. През 2005 г. половината му права са закупени от Удинезе. На 23 октомври 2005 г. дебютира в Серия А срещу Интер. През 2006 г. за 1,5 милиона евро Удинезе напълно го откупува от Аталанта. На следващата година клуба е пратен под наем в Болоня. След това последват кратки престои във Виченца, Реджина, Падуа и последно в Ливорно.

## Национален отбор
Преминава през всички младежки формации на Италия. Най-големия му успех е полуфинал на европейското първенство за юноши през 2009 г.

## Смърт
На 14 април 2012 г., докато играе за Ливорно, Морозини получава сърдечен арест в 31-вата минута в Серия Б срещу Пескара. Той е откаран в болница, мачът е прекратен при 2:0 за Ливорно.
Според медицинските доклади по-късно, той е починал на път към болницата. Всички футболни мачове за уикенда са отменени. В негова памет Ливорно изважда от употреба номер 25, който той носи като техен играч.